# Nematoida
Nematoida je monofyletická skupina živočichů tvořená dvěma kmeny: hlísticemi a strunovci. Hlavními znaky těchto živočichů jsou
- dlouhé tenké tělo
- ztráta okružních svalů
- podélné svaly v provazcích, oddělených hřbetními a břišními pokožkovými pruhy s nervovými páskami.

Kombinace pevné kutikuly a podélných svalů jim umožňuje jediný pohyb – vlnění.

## Seznam kmenů
- Kmen: strunovci (Nematomorpha)
- Kmen: hlístice (Nematoda)